# Murtosa (freguesia)
Murtosa is een plaats (freguesia) in de Portugese gemeente Murtosa en telt 3140 inwoners (2001).